# Ист-Парк (тауншип, Миннесота)
Ист-Парк (англ. East Park) — тауншип в округе Маршалл, Миннесота, США. На 2000 год его население составило 19 человек.

## География
По данным Бюро переписи населения США площадь тауншипа составляет 94,0 км², из которых 87,5 км² занимает суша, а 6,5 км² — вода (6,92 %).

## Демография
По данным переписи населения 2000 года здесь находились 19 человек, 7 домохозяйств и 4 семьи. Плотность населения —  0,2 чел./км². На территории тауншипа расположено 16 построек со средней плотностью 0,2 построек на один квадратный километр. Расовый состав населения: 94,74 % белых и 5,26 % приходится на две или более других рас.
Из 7 домохозяйств в 57,1 % воспитывались дети до 18 лет, в 71,4 % проживали супружеские пары и в 28,6 % домохозяйств проживали несемейные люди. 28,6 % домохозяйств состояли из одного человека, при том 14,3 % из — одиноких пожилых людей старше 65 лет. Средний размер домохозяйства — 2,71, а семьи — 3,40 человека.
36,8 % населения младше 18 лет, 5,3 % — в возрасте от 18 до 24 лет, 36,8 % — от 25 до 44, 5,3 % — от 45 до 64, и 15,8 % — старше 65 лет. Средний возраст — 32 года. На каждые 100 женщин приходилось 90,0 мужчин. На каждые 100 женщин старше 18 приходилось 100,0 мужчин.
Средний годовой доход домохозяйства составлял 16 250 долларов, а средний годовой доход семьи —  11 250 долларов. Средний доход мужчин —  21 250  долларов, в то время как у женщин — 16 250. Доход на душу населения составил 7 750 долларов. За чертой бедности находились 33,3 % семей и 25,0 % всего населения тауншипа, из которых 33,3 % младше 18 лет.